# 劳芬城堡 (瑞士)
劳芬城堡（德語：Schloss Laufen）是瑞士苏黎世州劳芬-乌维森市的一座城堡。俯瞰莱茵瀑布。以及莱茵河对岸沙夫豪森州的沃尔特城堡。已列入瑞士国家和区域重要文化财产名录。
关于这座城堡最早的记载可以追溯到858年，当时它是劳芬男爵的住所。15世纪，城堡由富拉赫家族收购，1544年，苏黎世市从富拉赫家族手中买下城堡。海尔维第共和国（1798-1803）之后，城堡再次归私人所有。1941年，苏黎世市再次购买了城堡。
该城堡现在是一个旅游景点，设有餐厅和青年旅馆。
莱茵瀑布铁路穿过城堡下方的隧道，停靠在隧道以南、城堡墙下的劳芬城堡车站。车站通过步道与城堡相连。